# Exarcado patriarcal de Estambul

El exarcado patriarcal de Estambul (en árabe: اسطنبول‎) es una circunscripción eclesiástica de la Iglesia católica en Turquía. Se trata de un exarcado patriarcal greco-melquita católico, inmediatamente sujeto al patriarca de Antioquía de los melquitas. Desde 1957 es sede vacante y está confiado a la administración del vicario apostólico de Estambul, que desde el 14 de septiembre de 2021 es Massimiliano Palinuro. No es listado en el Anuario Pontificio, pero sí en el sitio web oficial de la Iglesia greco-melquita católica.

## Territorio y organización
El exarcado patriarcal tiene 783 562 km² y extiende su jurisdicción sobre los fieles católicos de rito bizantino greco-melquita residentes en Turquía. 
La sede del exarcado patriarcal se encontraba en la ciudad de Estambul, en donde se halla también la sede del vicario apostólico latino.
En 2023 en el exarcado patriarcal no existían parroquias ni lugares de culto propios.

## Historia
El 31 de octubre de 1837 el sultán del Imperio otomano Abdülmecit I reconoció a los católicos como una millet, y el 23 de mayo de 1848 fue creada a millet melquita. El patriarca Máximo III Mazloum recibió así autoridad civil sobre los miembros de su Iglesia en el Imperio otomano, que antes dependía del patriarca ortodoxo de Constantinopla. 
De acuerdo al parágrafo XIII de la carta apostólica Orientalium dignitas del papa León XIII del 30 de noviembre de 1894 el territorio propio de la Iglesia greco-melquita católica fue ampliado: XIII. Patriarchae Graeco Melchitae iurisdictionem tribuimus in eos quoque fideles eiusdem ritus qui intra fines Turcici Imperii versantur. («Extendemos la jurisdicción del patriarca greco-melquita sobre todos los fieles del mismo rito que habitan dentro de los confines del Imperio turco»). Desde entonces el patriarca amplió su jurisdicción sobre los fieles de su Iglesia a todo lo que hoy es Turquía, pues hasta entonces solo la tenía —en la actual Turquía— sobre Hatay y áreas adyacentes, en donde se ubica la antigua ciudad de Antioquía.
Los melquitas de la actual Turquía no escaparon al genocidio de los cristianos perpetrado en el Estado turco desde 1915 a 1923 y los sobrevivientes se vieron obligados a emigrar. Un grupo de ellos logró mantenerse en Estambul. La tutela otomana sobre el patriarcado greco-melquita católico finalizó con la ocupación británica de Damasco el 1 de octubre de 1918.
En 1946 el sacerdote Maximos Mardelli fue designado vicario patriarcal en Estambul y desde 1953 fue elevado a archimandrita. Mardelli asistía también a católicos de otros ritos: maronitas, sirios y armenios, en la iglesia de San Pantaleón (Aziz Panteleimon Melkit Katolik Kilisesi). Esta iglesia fue construida en el siglo XIX por ortodoxos y luego pasó a los melquitas, siendo la única iglesia y parroquia del exarcado en Estambul.
Entre septiembre de 1955 y 1957 fue destruida la iglesia de San Pantaleón en los disturbios antigriegos y el exarca patriarcal abandonó Turquía debido a que no tenía ciudadanía turca.
Desde la partida del exarca patriarcal en 1957, la sede quedó vacante y sin iglesia propia ya que la propiedad de San Pantaleón fue asumida por la Iglesia católica caldea y en el siglo XXI fue cerrada por las autoridades turcas por tareas de demolición en áreas adyacentes, permaneciendo protegida por el Tratado de Lausana. Las pocas familias de fieles existentes pasaron al rito latino y fueron confiadas al vicario apostólico latino de Estambul el 25 de noviembre de 1996, quien es desde 1999 también el administrador apostólico del exarcado apostólico de Estambul de rito bizantino griego. 
A causa de la guerra civil siria desde 2014 se ha formado una pequeña comunidad de exiliados melquitas católicos en Estambul, pero permanecen sin un lugar de culto.

## Episcopologio
- p. Maximos Mardelli † (1946-1955 se exilió) (archimandrita)
  - Sede vacante, desde 1955

### Vicarios apostólicos de Estambul
- Louis Pelâtre, A.A. (25 de noviembre de 1996-16 de abril de 2016 retirado)
- Rubén Tierrablanca González, O.F.M. † (16 de abril de 2016-22 de diciembre[5] de 2020 falleció)[nota 2]
- Massimiliano Palinuro, desde el 14 de septiembre de 2021